# Jacksons Creek
Jacksons Creek är ett vattendrag i Australien. Det ligger i delstaten Victoria, omkring 19 kilometer nordväst om delstatshuvudstaden Melbourne.
Runt Jacksons Creek är det i huvudsak tätbebyggt. Runt Jacksons Creek är det mycket tätbefolkat, med 1 819 invånare per kvadratkilometer. Genomsnittlig årsnederbörd är 971 millimeter. Den regnigaste månaden är juni, med i genomsnitt 115 mm nederbörd, och den torraste är januari, med 34 mm nederbörd.